# Ruby Dagnall
Ruby Dagnall, född 2000, är en norsk skådespelerska. Hon spelar rollen som Emma W. Larzen i dramaserien Skam, som sänds på NRK. Hon spelade även huvudrollen som Rosemari i filmen Rosemari från 2016. I augusti 2017 belönades hon med det norska filmpriset Amandaprisen för bästa skådespelerska med rollen som Rosemari. Under 2017 spelade hon Isabell i föreställningen Don Juan på Nationaltheatret i Oslo.

## Filmografi

### Filmer
- 2016 – Rosemari[3]

### TV-serier
- 2016–2017 Skam[3]